# 琴瓦塔納 (明尼蘇達州)
琴瓦塔納（英語：Chengwatana）是位於美國明尼蘇達州派恩縣的一個鬼鎮。

## 地理
琴瓦塔納所處的海拔為高於海平面290米（即951英呎），而該地所採用的時區為UTC-6，即北美中部時區（CST）。同時該地設有夏令時間，為UTC-6調快一小時，即UTC-5（CDT）。